# Melionica fletcheri
Melionica fletcheri là một loài bướm đêm trong họ Noctuidae.